# Wincenty Wójtowicz
Wincenty Wójtowicz (ur. 18 sierpnia 1896 w Dąbrowicy, zm. 6 grudnia 1918) – uczestnik walk o niepodległość Polski, legionista.

## Życiorys
Był synem rolnika i rękodzielnika Jana oraz Katarzyny z Wójcików. Od 1909 uczył się w Szkole Realnej w Tarnobrzegu i należał do szkolnej I Drużyny Skautów im. Tadeusza Kościuszki. Od 1915 był żołnierzem Legionów Polskich, walczył w szeregach 5 pułku piechoty. Uczestniczył w walkach legionowych, m.in. w bitwie pod Kostiuchnówką w lipcu 1915. Został ciężko ranny w bitwie pod Polską Górą; po dłuższym pobycie w szpitalu uznany za niezdolnego do służby wojskowej, został zwolniony z Legionów. Był członkiem Naczelnego Komitetu Narodowego w Tarnobrzegu. 
Przeniósł się następnie do Lwowa i rozpoczął studia na miejscowej Politechnice. Opuścił Lwów w listopadzie 1918 po wybuchu walk polsko-ukraińskich o miasto. Poruszał się wówczas o kulach i ewakuacja pogorszyła jego stan zdrowia. Zmarł w trakcie ewakuacji 6 grudnia 1918.
Pośmiertnie nadano mu Krzyż Niepodległości, a w 1938 jego nazwisko umieszczono na tablicy pamiątkowej w Gimnazjum im. Hetmana Tarnowskiego w Tarnobrzegu wśród uczniów szkoły poległych w walkach o niepodległość Polski.
Żołnierzem Legionów był także jego starszy brat Franciszek, późniejszy nauczyciel i kierownik szkoły powszechnej w Tarnobrzegu, działacz społeczny.